# 东城街道 (新民市)
东城街道，是中华人民共和国辽宁省沈阳市新民市下辖的一个乡镇级行政单位。

## 行政区划
东城街道下辖以下地区：
老君当社区、大东社区、烧锅社区、北丁社区、新建社区、城东社区、东郊社区、郭屯社区、北山村、北张村和巨流河村。